# Фразы риска
Фразы риска (R-фразы; англ. Risk Statements, R statements, R numbers, R phrases, R sentences) — стандартные факторы риска при обращении с опасными веществами, установленные в Приложении III Директивы 67/548/EEC ЕЭС «Согласование законов, предписаний и административных положений в отношении классификации, упаковки и маркировки опасных веществ».
Список факторов риска был переопубликован в Директиве 2001/59/EC Евросоюза.

## Правила составления и расшифровки R-фраз
См. Указания по безопасности R/S.

## Перечень R-фраз
(Фразы, соответствующие пропущенным номерам, были отменены или включены в другие фразы)
| Код фразы | Расшифровка фразы                                                                                             |
| --------- | --- |
| R1        | В сухом виде взрывоопасно                                                                                     |
| R2        | Риск взрыва при встряхивании, трении, воздействии огня и других действиях, вызывающих возгорание              |
| R3        | Чрезвычайно взрывоопасно при встряхивании, трении, контакте с огнём и других действиях, вызывающих возгорание |
| R4        | Образует чрезвычайно взрывоопасные соединения с металлами                                                     |
| R5        | Нагревание может вызвать взрыв                                                                                |
| R6        | Взрывоопасно как при контакте с воздухом, так и в его отсутствии                                              |
| R7        | Может вызвать возгорание                                                                                      |
| R8        | Контакт с горючими веществами может вызвать возгорание                                                        |
| R9        | Взрывоопасно при смешивании с горючими веществами                                                             |
| R10       | Огнеопасно |
| R11       | Очень огнеопасно                                                                                              |
| R12       | Чрезвычайно огнеопасно                                                                                        |
| R14       | Вступает в бурную реакцию с водой                                                                             |
| R15       | При контакте с водой образует чрезвычайно горючие газы                                                        |
| R16       | Взрывоопасно при смешивании с окислителями                                                                    |
| R17       | Самовоспламеняется на воздухе                                                                                 |
| R18       | При использовании может образовывать взрывоопасные/огнеопасные смеси паров с воздухом                         |
| R19       | Может образовывать взрывоопасные перекиси                                                                     |
| R20       | Опасно при вдыхании                                                                                           |
| R21       | Опасно при попадании на кожу                                                                                  |
| R22       | Опасно при проглатывании                                                                                      |
| R23       | Токсично при вдыхании                                                                                         |
| R24       | Токсично при попадании на кожу                                                                                |
| R25       | Токсично при проглатывании                                                                                    |
| R26       | Очень токсично при вдыхании                                                                                   |
| R27       | Очень токсично при попадании на кожу                                                                          |
| R28       | Очень токсично при проглатывании                                                                              |
| R29       | При контакте с водой выделяет токсичный газ                                                                   |
| R30       | Может стать очень огнеопасным в процессе использования                                                        |
| R31       | При контакте с кислотами выделяет токсичный газ                                                               |
| R32       | При контакте с кислотами выделяет очень токсичный газ                                                         |
| R33       | Опасность кумулятивных эффектов                                                                               |
| R34       | Вызывает ожоги                                                                                                |
| R35       | Вызывает сильные ожоги                                                                                        |
| R36       | Вызывает раздражение глаз                                                                                     |
| R37       | Вызывает раздражение органов дыхания                                                                          |
| R38       | Вызывает раздражение кожи                                                                                     |
| R39       | Риск очень серьёзных необратимых эффектов                                                                     |
| R40       | Имеются некоторые доказательства канцерогенных эффектов                                                       |
| R41       | Риск серьёзного повреждения глаз                                                                              |
| R42       | Может вызвать сенсибилизацию при вдыхании                                                                     |
| R43       | Может вызвать сенсибилизацию при попадании на кожу                                                            |
| R44       | Риск взрыва при нагревании в ограниченном пространстве                                                        |
| R45       | Может вызвать рак                                                                                             |
| R46       | Может вызвать наследственные генетические нарушения                                                           |
| R48       | Опасность серьёзного вреда здоровью при длительном воздействии                                                |
| R49       | Может вызвать рак при вдыхании                                                                                |
| R50       | Очень токсично для водных организмов                                                                          |
| R51       | Токсично для водных организмов                                                                                |
| R52       | Опасно для водных организмов                                                                                  |
| R53       | Может оказывать продолжительное неблагоприятное воздействие на водную среду                                   |
| R54       | Токсично для растений                                                                                         |
| R55       | Токсично для животных                                                                                         |
| R56       | Токсично для почвенных организмов                                                                             |
| R57       | Токсично для пчел                                                                                             |
| R58       | Может оказывать продолжительное неблагоприятное воздействие на окружающую среду                               |
| R59       | Опасно для озонового слоя                                                                                     |
| R60       | Может нарушить плодовитость                                                                                   |
| R61       | Может причинить вред плоду                                                                                    |
| R62       | Возможен риск нарушения способности к зачатию                                                                 |
| R63       | Возможен риск вреда для плода                                                                                 |
| R64       | Может причинить вред младенцу при грудном вскармливании                                                       |
| R65       | Опасно: может причинить вред лёгким при проглатывании                                                         |
| R66       | Повторяющееся воздействие может вызвать сухость и растрескивание кожи                                         |
| R67       | Пары могут вызвать сонливость и головокружение                                                                |
| R68       | Возможен риск необратимых эффектов                                                                            |

## Стандартные сочетания R-фраз
| Код фразы    | Расшифровка фразы |
| ------------ | --- |
| R14/15       | Вступает в сильную реакцию с водой с выделением очень огнеопасных газов                                              |
| R15/29       | При контакте с водой выделяет токсичный, чрезвычайно огнеопасный газ                                                 |
| R20/21       | Опасно при вдыхании и попадании на кожу                                                                              |
| R20/21/22    | Опасно при вдыхании, попадании на кожу и проглатывании                                                               |
| R20/22       | Опасно при вдыхании и проглатывании                                                                                  |
| R21/22       | Опасно при попадании на кожу и проглатывании                                                                         |
| R23/24       | Токсично при вдыхании и попадании на кожу                                                                            |
| R23/24/25    | Токсично при вдыхании, попадании на кожу и проглатывании                                                             |
| R23/25       | Токсично при вдыхании и проглатывании                                                                                |
| R24/25       | Токсично при попадании на кожу и проглатывании                                                                       |
| R26/27       | Очень токсично при вдыхании и попадании на кожу                                                                      |
| R26/27/28    | Очень токсично при вдыхании, попадании на кожу и проглатывании                                                       |
| R26/28       | Очень токсично при вдыхании и проглатывании                                                                          |
| R27/28       | Очень токсично при попадании на кожу и проглатывании                                                                 |
| R36/37       | Раздражает глаза и органы дыхания                                                                                    |
| R36/37/38    | Раздражает глаза, органы дыхания и кожу                                                                              |
| R36/38       | Раздражает глаза и кожу                                                                                              |
| R37/38       | Раздражает органы дыхания и кожу                                                                                     |
| R39/23       | Токсично: опасность очень серьёзных необратимых последствий при вдыхании                                             |
| R39/23/24    | Токсично: опасность очень серьёзных необратимых последствий при вдыхании и попадании на кожу                         |
| R39/23/24/25 | Токсично: опасность очень серьёзных необратимых последствий при вдыхании, попадании на кожу и проглатывании          |
| R39/23/25    | Токсично: опасность очень серьёзных необратимых последствий при вдыхании и проглатывании                             |
| R39/24       | Токсично: опасность очень серьёзных необратимых последствий при попадании на кожу                                    |
| R39/24/25    | Токсично: опасность очень серьёзных необратимых последствий при попадании на кожу и проглатывании                    |
| R39/25       | Токсично: опасность очень серьёзных необратимых последствий при проглатывании                                        |
| R39/26       | Очень токсично: опасность очень серьёзных необратимых последствий при вдыхании                                       |
| R39/26/27    | Очень токсично: опасность очень серьёзных необратимых последствий при вдыхании и попадании на кожу                   |
| R39/26/27/28 | Очень токсично: опасность очень серьёзных необратимых последствий при вдыхании, попадании на кожу и проглатывании    |
| R39/26/28    | Очень токсично: опасность очень серьёзных необратимых последствий при вдыхании и проглатывании                       |
| R39/27       | Очень токсично: опасность очень серьёзных необратимых последствий при попадании на кожу                              |
| R39/27/28    | Очень токсично: опасность очень серьёзных необратимых последствий при попадании на кожу и проглатывании              |
| R39/28       | Очень токсично: опасность очень серьёзных необратимых последствий при проглатывании                                  |
| R42/43       | Может вызвать неприятные ощущения при вдыхании и попадании на кожу                                                   |
| R48/20       | Вредно: может нанести серьёзный вред здоровью при длительном вдыхании                                                |
| R48/20/21    | Вредно: может нанести серьёзный вред здоровью при длительном вдыхании и контакте с кожей                             |
| R48/20/21/22 | Вредно: может нанести серьёзный вред здоровью при длительном вдыхании, попадании на кожу и проглатывании             |
| R48/20/22    | Вредно: может нанести серьёзный вред здоровью при длительном вдыхании и проглатывании                                |
| R48/21       | Вредно: может нанести серьёзный вред здоровью при длительном контакте с кожей                                        |
| R48/21/22    | Вредно: может нанести серьёзный вред здоровью при длительном контакте с кожей и проглатывании                        |
| R48/22       | Вредно: может нанести серьёзный вред здоровью при проглатывании                                                      |
| R48/23       | Токсично: опасность нанесения серьёзного вреда здоровью при длительном вдыхании                                      |
| R48/23/24    | Токсично: опасность нанесения серьёзного вреда здоровью при длительном вдыхании и контакте с кожей                   |
| R48/23/24/25 | Токсично: опасность нанесения серьёзного вреда здоровью при длительном вдыхании, контакте с кожей или проглатывании  |
| R48/23/25    | Токсично: опасность нанесения серьёзного вреда здоровью при длительном вдыхании и проглатывании                      |
| R48/24       | Токсично: опасность нанесения серьёзного вреда здоровью при длительном длительном контакте с кожей                   |
| R48/24/25    | Токсично: опасность нанесения серьёзного вреда здоровью при длительном длительном контакте с кожей или проглатывании |
| R48/25       | Токсично: опасность нанесения серьёзного вреда здоровью при длительном воздействии при проглатыавании                |
| R50/53       | Очень токсично для водных организмов, может вызывать продолжительные неблагоприятные изменения в водной среде        |
| R51/53       | Токсично для водных организмов, может вызывать продолжительные неблагоприятные изменения в водной среде              |
| R52/53       | Опасно для водных организмов, может вызывать продолжительные неблагоприятные изменения в водной среде                |
| R68/20       | Вредно: возможны необратимые последствия при вдыхании                                                                |
| R68/20/21    | Вредно: возможны необратимые последствия при вдыхании и попадании на кожу                                            |
| R68/20/21/22 | Вредно: возможны необратимые последствия при вдыхании, попадании на кожу и проглатывании                             |
| R68/20/22    | Вредно: возможны необратимые последствия при вдыхании и проглатывании                                                |
| R68/21       | Вредно: возможны необратимые последствия при попадании на кожу                                                       |
| R68/21/22    | Вредно: возможны необратимые последствия при попадании на кожу и проглатывании                                       |
| R68/22       | Вредно: возможны необратимые последствия при проглатывании                                                           |

## Неиспользуемые R-фразы
| Код фразы | Расшифровка фразы                          |
| --------- | ------------------------------------------ |
| R13       | Чрезвычайно воспламеняющийся сжиженный газ |
| R47       | Может вызвать врождённые дефекты           |